# Улрих IV фон Щубенберг-Вурмберг
Улрих IV фон Щубенберг-Вурмберг (на немски; † 1363) е граф от род Щубенберг, господар на дворец Вурмберг в Щирия (днес в Словения) и на Капфенберг. Фамилията фон Щубенберг е роднина с род Хабсбург.

## Произход
Той е вторият син на граф Вулфинг фон Щубенберг († ок. 1326) и съпругата му Офмей фон Майсау, дъщеря на Стефан фон Майсау. Брат е на Ото 'Стари' фон Щубенберг († 1403) и на граф Фридрих фон Щубенберг, женен за Елизабет фон Лихтенщайн († сл. 1349), дъщеря на Рудолф I фон Лихтенщайн († сл. 1343), и Елизабет фон Валзе († сл. 1326); баща ѝ е брат на тъста му Ото IV фон Лихтенщайн. Внук е на граф Улрих III фон Щубенберг († сл. 1295) и Елизабет фон Пфанберг. Правнук е на граф Вулфинг фон Щубенберг († сл. 1278) и Елизабет фон Ортенберг († 1288). Роднина е на Вулфинг фон Щубенберг (1259 – 1318), доминиканец и епископ на Лавант (1299 – 1304) и княжески епископ на Бамберг (1304 – 1318).

## Фамилия
Първи брак: между 17 юли 1321 и 1 май 1326 г. с Димут фон Лихтенщайн († сл. 1345), дъщеря на Ото IV фон Лихтенщайн († 1340) и Катарина фон Монфор († сл. 1335). Те имат децата:
- Вюлфинг фон Щубенберг († ок. 1397)
- Улрих VI фон Щубенберг-Вурмберг (* 1344; † 28 септември 1403); баща на:
  - Улрих VII фон Щубенберг-Вурмберг (* 1403; † 1454), женен за Маргарета фон Екартзау
    - Фридрих IV фон Щубенберг-Вурмберг († пр. 06 декември 1443), женен на 24 юни 1386 г. за Елизабет фон Кранихберг († 1425), дъщеря на Улрих фон Кранихберг и Анна фон Винкел; баща на пет деца, между тях:
      - Леутхолд фон Щубенберг-Вурмберг (* 1423; † 1468/1469)

Втори брак: с Елзбет фон Ауфенщайн. Бракът е бездетен.